# Paul Ambach
"Boogie Boy", pseudoniem van Paul Ambach (Antwerpen, 21 maart 1948) is een Vlaams blueszanger, pianist en concertpromotor.
Ambach was in 1975 stichter van de firma Make It Happen waarmee hij concerten organiseerde. Aanvankelijk spitste hij zich enkel toe op jazz, maar later verhuisde de focus naar pop- en rockconcerten: Michael Jackson, The Rolling Stones,... en zelfs Disney on Ice. In maart 2001 verkocht hij de firma aan de Amerikaanse concertorganisator Live Nation. In 2016 verscheen zijn levensverhaal "Boogie Business" bij uitgeverij EPO.